# Айрис Гейнсборо
Айрис Гейнсборо (яп. エアリス・ゲインズブール Эарису Гэйндзубу:ру, англ. Aeris/Aerith Gainsborough) — героиня компьютерной ролевой игры Final Fantasy VII (1997) от компании Square (в настоящее время Square Enix), созданная Тэцуей Номурой при участии Ёсинори Китасэ, Хиронобу Сакагути и Ёситаки Амано. Сэйю Айрис выступила Маая Сакамото. В английской версии её озвучили несколько актрис: Мэнди Мур (Kingdom Hearts), Мина Сувари (Kingdom Hearts 2 и «Последняя фантазия VII: Дети пришествия»), Андреа Боуэн (Crisis Core: Final Fantasy VII и DLC Re Mind для Kingdom Hearts III) и Бриана Уайт (Final Fantasy VII Remake, Crisis Core: Final Fantasy VII Reunion и Final Fantasy VII Rebirth).
В Final Fantasy VII Айрис изображается как молодая цветочница, которая помогает членам экотеррористической группы «ЛАВИНА» в преследовании главного антагониста игры, Сефирота. По мере развития сюжета выясняется, что Гейнсборо является последней представительницей одной из старейших рас Планеты под названием Цетра или «Древние». Некоторые подробности прошлого девушки раскрываются в проектах медиафраншизы «Компиляция Final Fantasy VII». Героиня получила положительные отзывы от игровых журналистов и фанатов серии Final Fantasy, а сцена её смерти стала культовой.

## Создание
За создание Айрис отвечали несколько людей: дизайнер персонажей Тэцуя Номура, руководитель разработки игры Ёсинори Китасэ, сценарист Хиронобу Сакагути и художник Ёситаки Амано. Последний придумал несколько концепт-артов с её участием, элементы которых сохранились в итоговом дизайне героини. Гейнсборо — молодая девушка с зелёными глазами и каштановыми волосами, заплетёнными в косу и перевязанными розовой лентой. Она носит длинное розовое платье, красное болеро и коричневые ботинки. По задумке художников, платье подчёркивало женственность девушки и контрастировало с мини-юбкой Тифы Локхарт. В черновом варианте сценария игры Айрис была сестрой Сефирота, что отражается в их внешнем сходстве. В дальнейшем Сакагути переосмыслил их связь, сделав Сефирота первым возлюбленным Гейнсборо. Девушка вспоминала о нём во время первой встречи с Клаудом Страйфом, так как они оба были «СОЛДАТами». В конечном итоге роль Сефирота отошла новому персонажу Заку Фэйру.
Её зелёные глаза символизировали природу и контрастировали с карими глазами Тифы. Номура внёс незначительные изменения в дизайн Айрис для анимационного фильма «Последняя фантазия VII: Дети пришествия» (2005), после чего полностью переосмыслил её образ в игре Kingdom Hearts: героиня перестала носить болеро и стала больше напоминать версию из концепт-арта Амано. Её гардероб дополнили браслеты и пояс. Номура изменил платье Гейнсборо в мобильной игре Before Crisis (2004), добавив белый и зелёный цвета. Этот же наряд девушка носила в проекте-сиквеле Kingdom Hearts II.
Оригинальное японское имя Айрис (яп. エアリス Эарису) произносится как [eaɾisɯ]. В Final Fantasy VII и Final Fantasy Tactics (1997) имя транслитерировалось как Aeris, а в более поздних играх использовался вариант Aerith. Обе транслитерации допустимы, так как японское «су» (ス) используется при транскрипции «s» (/s/) и «th» (/θ/). Тем не менее, в официальных японских материалах используется вариант «Aerith». Также разработчики заявили, что имя Aerith — это анаграмма слова Earth (рус. Земля). В 1996 году журналы о компьютерных играх, такие как Computer and Video Games, также называли её Aerith.
В изначальной версии игры должно было быть три игровых персонажа: Клауд Страйф, Айрис Гейнсборо и Баррет Уоллес. Во время одного из телефонных разговоров Китасэ и Номура пришли к соглашению, что один из ключевых героев должен умереть во время игры. Разработчики долгое время выбирали между Барретом и Айрис и, в конечном итоге, решили убить последнюю. В интервью для Electronic Gaming Monthly 2005 года Номура обосновал этот выбор следующим образом: «Клауд — главный герой, поэтому его нельзя убивать. А Баррет… ну, это было бы слишком очевидно». Во время разработки Final Fantasy VII Номура сетовал на «извечное клише, согласно которому главный герой очень любил кого-то и должен был пожертвовать собой и драматично умереть, чтобы выразить свои чувства». Принимая во внимание, что эта формула легла в основу большого количества американских и японских фильмов и компьютерных игр, он задавался вопросом: «а правильно ли подавать такой пример людям?». Китасэ дал свой комментарий по этому поводу: «В реальном мире дела обстоят иначе. Оглянитесь вокруг. Никто не хочет умереть таким образом. Люди умирают от болезней и несчастных случаев. Смерть наступает внезапно, а понятия „хорошо“ или „плохо“ к ней не применимы. Вместо ярко выраженных эмоций остаётся глубокая пустота. Потеряв кого-то из близких вы ощущаете это необъятное пустое пространство и думаете: „Если бы я знал, что это произойдёт, то поступил бы иначе“. Именно такой реакции я ждал от лицезревших смерть Айрис игроков, поскольку в игре героиня погибла относительно рано. Реальные чувства, а не „голливудские“».
Номура считал, что «смерть должна быть внезапной и неожиданной, а гибель Гейнсборо казалась более естественной и реалистичной». Дизайнер заключил: «Когда я размышляю над Final Fantasy VII, сам факт того, что фанатов игры так сильно задела её преждевременная смерть, по всей видимости, говорит о том, что мы преуспели с этой героиней. Если бы фанаты спокойно восприняли её кончину, это означало бы, что она не была удачным персонажем». С момента выхода игры ходили слухи о воскрешении Айрис, которое разработчики якобы планировали изначально, однако, в конечном итоге, отказались от этой идеи. Номура был категорически не согласен с каждым из слухов и выступил с публичным опровержением: «Мир ожидал, что мы вернем её к жизни, как это обычно бывает». Японские геймеры отправили Китасэ объёмную петицию с требованием вернуть Гейнсборо, но тот отклонил её со словами: «Смерть Айрис имеет огромное значение для сюжета и поэтому она никогда не воскреснет». В «Детях пришествия» сэйю Мина Сувари стремилась передать материнскую любовь Гейнсборо, чьё присутствие в фильме было эфемерным.
В Remake разработчики не хотели отдавать предпочтение Айрис или Тифе и позиционировали их как равнозначных героинь игры. Также они стремились подчеркнуть европейскую внешность Гейнсборо, контрастирующую с восточной эстетикой и миловидным лицом Локхарт. Бриана Уайт изучала записи Сакамото, чтобы её интерпретация Айрис понравилась фанатам.

### Музыкальная тема
В Final Fantasy VII неоднократно играет лейтмотив Айрис. Впервые его можно услышать во флэшбеке с биологической матерью Гейнсборо, а затем в сцене убийства девушки Сефиротом. Его написал постоянный композитор серии Final Fantasy Нобуо Уэмацу. Также на основе этого лейтмотива создавалась композиция «Flowers Blooming in the Church». «Aerith’s Theme» является одной из любимых композиций фанатов Final Fantasy. Существуют оркестровая, фортепианная и вокальная версии, последнюю из которых исполнил певец Рикки, который в будущем спел «Suteki dа Ne» из Final Fantasy X. Аранжировка для фортепиано дважды звучит в «Детях пришествия». Кроме того, отголоски этой мелодии можно услышать в треке «Water». «Aerith’s Theme» звучит перед композицией трека «Divinity II», которая завершается фразой на латинском языке: (лат. Sola Dea fatum novit), что означает «Только богиня знает судьбу». Также главную тему можно услышать во время финальных титров фильма. Изменённая версия трека вошла в альбом Voices of the Lifestream за авторством OverClocked ReMix. В 2013 году «Aerith’s Theme» заняла 3-е место в «Зале славы» Classic FM.

## Появления

### Final Fantasy VII
Айрис Гейнсборо дебютирует в игре как цветочница, которая кратко беседует с наёмником Клаудом Страйфом, работающим на экотеррористическую группу «ЛАВИНА», в тот момент, когда он и его союзники пускаются в бега после подрыва Мако-реактора, совершённый с целью предотвратить переработку духовной энергии «Поток Жизни», так как этот процесс угрожает существованию Планеты. Некоторое время спустя, Айрис вновь встречает Клауда в своём убежище, церкви, расположенной в трущобах Сектора 5 мегаполиса Мидгар. Там девушку пытаются схватить сотрудники тайной оперативной группы энергетической мегакорпорации «Син-Ра» под названием Турки, поскольку она является последней выжившей Цетра, древней расы, члены которой могли общаться с Планетой. С её помощью руководство «Син-Ра» намеревается найти «Землю Обетованную» — мифическое место, где, по мнению президента корпорации, находится неиссякаемый источник энергии Мако. Гейнсборо просит Страйфа стать её телохранителем в обмен на свидание. В дальнейшем приспешники «Син-Ра» захватывают героиню в плен, из которого её вызволяют Клауд и другие члены игровой партии. Айрис принимает решение помочь им остановить Сефирота, бывшего высокопоставленного члена специального боевого подразделения «Син-Ра» под названием «СОЛДАТ», который объявил войну человечеству, вознамерился убить всю жизнь на Планете и стать богом.
Когда Сефирот крадёт могущественный артефакт «Чёрную Материю», Гейнсборо в одиночку отправляется в заброшенный город Забытую Столицу. Клауд и его спутники следуют за ней, и, в конечном итоге, находят девушку за молитвой у алтаря. Когда Айрис поднимает голову, чтобы улыбнуться Клауду, за её спиной появляется Сефирот, который убивает девушку, пронзив мечом её туловище. Клауд опускает тело Айрис в озеро в Забытой столице и та становится частью «Потока Жизни». Глава Отдела городского развития «Син-Ра» Рив Туэсти сообщает приёмной матери девушки Эльмире Гейнсборо о её смерти. Позже партия Клауда узнаёт причину, из-за которой Гейнсборо посетила Забытую столицу: с помощью своей «Белой Материи» она попыталась сотворить заклинание Святость, способное отразить разрушительную магию под названием Метеор, которую использовал Сефиротом. Несмотря на то, что Айрис удалось использовать Святость перед смертью, сила воли Сефирота приостановила действие заклинания. После поражения Сефирота и активации Святости, герои практически теряют надежду, так как Метеор чересчур близко подлетает к поверхности Планеты. Когда силы Святости оказывается недостаточно для защиты Планеты, Айрис продолжает молиться скрепив ладони, призывая «Поток Жизни», который вместе со Святостью уничтожает Метеор и предотвращает уничтожение Планеты.

### КомпиляцияFinal Fantasy VII
В мобильной игре Before Crisis, события которой разворачиваются за несколько лет до начала Final Fantasy VII, Айрис становится целью первых членов «ЛАВИНЫ» во главе с Эльфе, которые намереваются помешать «Син-Ра» захватить последнюю выжившую Цетра. Также с её помощью «ЛАВИНА» планирует установить местоположение Земли Обетованной, чтобы воспользоваться ею в собственных целях. На защиту девушки встают Турки.
Айрис несколько раз появляется в анимационном фильме «Дети пришествия» в качестве духовной наставницы Клауда. Она призывает его жить нормальной жизнью и перестать винить себя в её смерти, которую он был не в состоянии предотвратить. Также она говорит Клауду, что никогда не винила его в случившейся трагедии. Во время их духовного воссоединения Гейнсборо разговаривает со Страйфом на усыпанном цветами открытом лугу и по-доброму высмеивает его за навязанное самому себе чувство вины. В то же время девушка с пониманием относится к его страданиям и выражает тёплые слова поддержки. Когда члены партии защищают город Эдж от Багамута СИН, Айрис становится последней, кто протягивает Клауду руку помощи, благодаря чему тот достаёт парящего в воздухе монстра. Ближе к концу «Детей пришествия» выясняется, что вода, смешавшаяся с «Потоком Жизни», которая протекает под клумбой в церкви Гейнсборо, является лекарством от болезни геостигмы. В последний раз она появляется в финале фильма, где вместе с Заком Фэйром прощается с Клаудом, и уходит навстречу к свету.
Рассказ «Случай Потока Жизни — Чёрное и Белое», который является частью сборника «На пути к улыбке», повествует о путешествиях Айрис и Сефирота через «Поток Жизни» после окончания оригинальной игры. «Чёрный» сегмент посвящён Сефироту, а «Белый» — Айрис.
Гейнсборо является второстепенным персонажем Crisis Core (2007), приквела к Final Fantasy VII. В 16 лет она знакомится с Заком, в которого постепенно влюбляется за время пребывания молодого человека в Мидгаре. Отношения Айрис и Зака прекращаются, когда последний погибает в неравном бою с пехотинцами «Син-Ра» в конце игры. В те годы девушка начинает помогать своей приёмной матери зарабатывать на жизнь за счёт выращивания и продажи цветов. Благодаря этой работе она знакомится с Клаудом в начале Final Fantasy VII.
Цветочница играет важную роль в игре Final Fantasy VII Remake (2020), которая охватывает вступительную часть сюжета Final Fantasy VII. Благодаря этому разработчики получили возможность проработать отношения между ней, Клаудом и Тифой. По мотивам Remake компания Square выпустила роман под названием Trace of Two Pasts, в котором описывается прошлое обеих героинь. По мотивам Remake вышел роман под названием Trace of Two Pasts, в котором описывается прошлое Гейнсборо и Локхарт.

### Другие появления
Гейнсборо фигурирует в нескольких играх за пределами вселенной Final Fantasy VII. В тактической ролевой игре Final Fantasy Tactics она также работает цветочницей. Когда на неё нападает преступная банда, появляется Клауд, который даёт отпор бандитам и позволяет девушке сбежать. Айрис — одна из игровых персонажей в в электронной настольной игре Itadaki Street Special (2004), наряду с другими героями Final Fantasy VII — Клаудом, Тифой и Сефиротом. Также она появляется в Itadaki Street Portable (2006). В Dissidia 012 Final Fantasy (2011) Гейнсборо является одной из персонажей поддержки. Также она присутствует в музыкальной игре Theatrhythm Final Fantasy (2012) в качестве представителя вселенной Final Fantasy VII. Скин Айрис доступен для загрузки в играх LittleBigPlanet 2 (2011) и Super Smash Bros. Ultimate (2018).
В игровой серии Kingdom Hearts Айрис состоит в рядах героев, которые противостоят антагонистам «Бессердечным». Среди её товарищей по команде есть персонажи Final Fantasy VII Юффи Кисараги и Сид Хайвинд, а также Леон из Final Fantasy VIII (1999). В Kingdom Hearts (2002) Гейнсборо раскрывает Дональду Даку, Гуфи и Соре секрет победы над «Бессердечными», и даёт различные советы игроку. Воссозданный образ Айрис из воспоминаний Соры появляется в спин-оффе Kingdom Hearts: Chain of Memories (2004). Цветочница возвращается в Kingdom Hearts II (2005): в этой игре она носит платье из Before Crisis. Она, Леон и Юффи руководят Комитетом по восстановлению Пустого Бастиона. Также Айрис появляется в DLC Re Mind к Kingdom Hearts III (2019), где помогает найти Сору.
Бенни Мацуяма написал для руководства Final Fantasy VII Ultimania Ω повесть Hoshi o Meguru Otome, посвящённую путешествию Гейнсборо через «Поток Жизни» после её смерти в Final Fantasy VII. В начале мультфильма «Ральф» (2012) на станции метро можно заметить граффити: «Айрис, живи».

## Восприятие

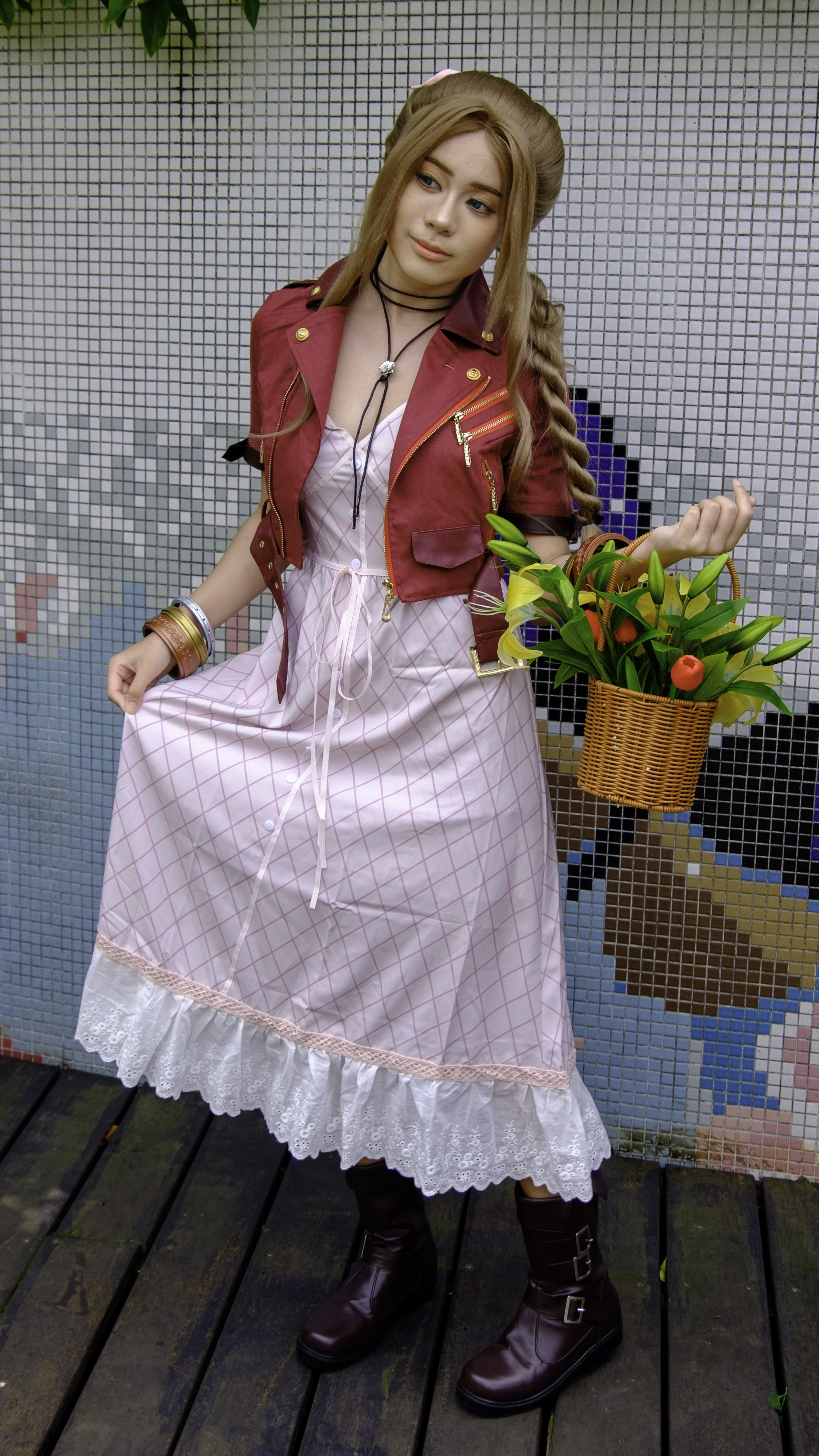
Косплеерша Айрис на фестивале Petit Frontier 40 & Comic Nova 14

Айрис получила преимущественно положительные отзывы от критиков. GamesTM назвал её «легендой игровой индустрии». Стюарт Хогган из RPGamer высказал мнение, что, хотя девушка «представляла собой даму в опасности», она обладала «удивительной напористостью, которая при этом не была вызывающей и отталкивающей» и выбивалась из этой концепции. В феврале 2007 года Tom’s Games включил Гейнсборо в список «50 величайших женских персонажей в истории видеоигр» и высоко оценил сцену её смерти, красоту и характер. В этом же году Айрис заняла 5-е место среди «лучших персонажей PlayStation всех времён» по версии Dengeki PlayStation. IGN поместил её на 2-е место в рейтинге персонажей Final Fantasy VII — на позицию выше, чем главного героя игры, Клауда Страйфа. В 2010 году она заняла 1-е место в списке «малышек, которые вам не по зубам» по версии GameTrailers. В 2012 году Хит Хукер из GameZone дал Айрис 5-е место в своём топ-листе персонажей Final Fantasy с комментарием: «она стала культовым персонажем не только в рамках серии Final Fantasy, но и в игровой индустрии в целом». Некоторые критики высказались об Айрис неблагоприятно. В эпизоде «Спаси девушку» американской документальной радиопередачи This American Life репортёр Лина Мици назвала её плоским и лишённым индивидуальности персонажем. Это мнение разделил рецензент с портала Kotaku Майк Фэйхи. И Мици и Фэйхи были убеждены, что для получения эмоционального отклика от игроков нужно быть чем-то большим, чем просто симпатичной девушкой.
Также рецензенты высоко оценили отношения Айрис и Клауда, но в то же время некоторые из них сочли Тифу более подходящей девушкой для главного героя. Polygon пришёл к выводу, что в этом споре нет правой стороны, так как обе героини сыграли важную роль в жизни Клауда. IGN упомянул дуэт Гейнсборо и Страйфа в своей статье о «лучших романах в видеоиграх». С другой стороны, сайт Atomic и журнал Paste назвали отношения Айрис и Зака более впечатляющими. В своей рецензии на Remake рецензент Siliconera высоко оценил арку персонажа Гейнсборо, а также похвалил героиню за её заботу о других людях, загадочность и взаимоотношения с членами партии. С другой стороны, ему не понравилось, что Айрис не совершает неправильных поступков, которые сделали бы её образ более сбалансированным.
Героиня приобрела большую популярность среди игроков, в особенности японских, и фанатов серии Final Fantasy. Так например Айрис упоминалась в большинстве «битв персонажей» на GameFAQs. В 2010 году по результатам опроса читателей Famitsu Айрис заняла 24-е место в рейтинге «лучших персонажей видеоигр». В 2013 году Гейнсборо была удостоена 2-го места среди «любимых героинь Final Fantasy» в официальном опросе Square Enix. В том же году Complex поместил её на 7-е место в «списке величайших персонажей Final Fantasy всех времён». В 2020 году японская телекомпания NHK провела масштабный опрос жителей Японии, посвящённый франшизе Final Fantasy. В рейтинге лучших персонажей Айрис заняла 3-е место, уступив 1-е место Клауду и 2-е — Юне из Final Fantasy X. Это сделало ГейнсбороГейнсборо 2-м по популярности персонажем Final Fantasy VII.
Смерть Айрис в Final Fantasy VII является одним из самых обсуждаемых моментов игры. По мнению GamesTM, именно она принесла FFVII её популярность. Различные игроки делились своим эмоциональным опытом от просмотра этой сцены на форумах и в блогах. Фанаты направили Ёсинори Китасэ петицию о воскрешении Гейнсборо. GameSpy поместил её смерть на 10-е место в списке «величайших кинематографических моментов в истории видеоигр», в то время как по версии пользователей сайта эта сцена заняла 2-е место. GamePro назвал её смерть «величайшим моментом в видеоиграх». Tom’s Games описал смерть Айрис «как одну из самых мощных и запоминающихся сцен в серии Final Fantasy и любой другой игре». Edge назвал её смерть «самым драматичным моментом» Final Fantasy VII и высказался против воскрешения героини в «Компиляции Final Fantasy VII», которое «обесценит эту великую сцену». В 2005 году Electronic Gaming Monthly поместил Final Fantasy VII на 6-е место среди «10 важнейших игр» с комментарием: «если бы не эта игра, то Айрис бы не погибла, а игроки не научились бы плакать». ScrewAttack включил смерть Гейнсборо в список «10 лучших моментов OMGWTF», назвав сцену одним из «самых трогательных моментов в истории компьютерных игр». В 2011 году IGN описал сцену смерти героини как «лучший момент в видеоиграх». В 2012 году журнал PlayStation Magazine добавил этот эпизод в десятку «самых эмоциональных моментов игр для PlayStation». Эта сцена считается кульминацией несчастной истории любви Айрис и Клауда.
В своей статье для Kill Screen Брайан Тейлор высказался о многочисленных фанатских теориях о потенциальном воскрешении Айрис и предотвращении её смерти в оригинальной игре. Автор сравнил это движение с кампанией по написанию писем Чарльзу Диккенсу с просьбой не убивать главную героиню романа «Лавка древностей» (1840). По мнению Тейлора, многочисленные обсуждения фанатов и изучение ими игрового кода FVII делают смерть Гейнсборо важной частью истории видеоигр. В книге The World of Final Fantasy VII: Essays on the Game and Its Legacy смерть Айрис описывается как катастрофически травмирующее предвещание надвигающейся войны. Игровой журналист Майк Фэйхи выразил обеспокоенность по поводу повторения этого события в Remake, поскольку считал Гейнсборо из оригинальной игры самой непроработанной героиней. Ввиду того, что Айрис отведена значительная роль в сражениях, игроки сталкиваются с определёнными трудностями в сражениях, которые происходят после её смерти. Рецензент The Escapist высказал версию, что хотя игроки по большей части управляют Клаудом, настоящим протагонистом игры является Айрис. Изначально Гейнсборо воспринимается как девушка в беде, однако, по мере развития сюжета она доказывает, что может постоять за себя, из-за чего сцена её смерти от руки Сефирота смотрится особенно болезненно. После выхода Remake игроки задавались вопросом: «удастся ли спасти Айрис на этот раз?».